# Manuel Varela (zapaśnik)
Alberto Manuel Varela Andrade (ur. 31 maja 1922 w Lanús, zm. 21 marca 2013) – argentyński zapaśnik walczący w obu stylach. Olimpijczyk z Londynu 1948, gdzie zajął siódme miejsce w kategorii do 48 kg, w stylu klasycznym.
Złoty medalista igrzysk panamerykańskich w 1955, srebrny w 1951 i brązowy w 1959 roku.

## Letnie Igrzyska Olimpijskie 1948
| Konkurencja          | Rundy eliminacyjne     | Rundy eliminacyjne      | Rundy eliminacyjne       | Klas. końcowa |
| Konkurencja          | Przeciwnik I           | Przeciwnik II           | Przeciwnik III           | Miejsce       |
| -------------------- | ---------------------- | ----------------------- | ------------------------ | ------------- |
| 52 kg styl klasyczny | Gyula Szilágyi (HUN) P | Abdallah Sidani (LIB) Z | Frithjof Clausen (NOR) P | 7.            |